# Alfred L. Bergerud
Alfred „Alf“ L. Bergerud (* 2. Februar 1899; † 15. Februar 1977) in Aastad Township, Otter Tail County, Minnesota, war ein US-amerikanischer Rechtsanwalt und Politiker.

## Leben
Alfred L. Bergerud wurde auf einer Farm in Aastad Township geboren. Er studierte am St. Olaf College und in der Law School der University of Minnesota.
Bergerud war 34 Jahre lang bei Red Owl Stores, Inc. beschäftigt; die letzten fünf Jahre seiner Beschäftigung war er Präsident des Unternehmens. Nach seiner Pensionierung arbeitete Bergerud als Rechtsanwalt bei einer Kanzlei in Minneapolis.
Von 1941 bis 1942 und von 1945 bis 1958 gehörte er dem Repräsentantenhaus von Minnesota und von 1959 bis 1972 dem Senat von Minnesota an. Er war unter anderen bekannt für seine Arbeit gegen Luftverschmutzung und war Fachmann für die Angestellten- und Arbeitervergütungen.
Bergerud war verheiratet und hatte vier Kinder. Er starb am 15. Februar 1977 im Abbott-Northwestern Hospital in Minneapolis.